# Lee Hendrie
Lee Andrew Hendrie (* 18. Mai 1977 in Birmingham) ist ein ehemaliger englischer Fußballspieler. Der Mittelfeldspieler steht seit September 2009 bei Derby County unter Vertrag. 

## Karriere
Der in Birmingham geborene Hendrie spielte anfänglich beim ortsansässigen Verein Aston Villa. Er ist der Sohn von Paul Hendrie, der ebenfalls Fußballspieler gewesen war. Seinen ersten Profieinsatz absolvierte er am 23. Oktober 1995 anlässlich der 0:1-Niederlage bei den Queens Park Rangers. Er gewann in der Saison 1997/98 die vereinsinterne Auszeichnung für den besten Nachwuchsspieler der Saison. Am 18. November 1998 bestritt er zudem gegen Tschechien sein einziges A-Länderspiel für das englische Nationalteam.
Mit der Zeit wurden jedoch seine Fortschritte langsamer und eine Serie von roten Karten stoppte seine zunächst aussichtsreiche Karriere, bis ihm schließlich im Jahr 2003 mit David O’Leary der neue Trainer des „Villans“ eine zweite Chance gab. Nachdem er erneut seinen Stammplatz in der Saison 2005/06 verloren hatte, sah es so aus, als ob Hendries Zeit bei Aston Villa dem Ende nah gewesen sei, da sich der FC Portsmouth an einer Verpflichtung Hendries interessiert zeigte. Da der Transfer während der Wechselperiode im Sommer 2006 nicht zustande kam, wurde Hendrie am 29. September 2006 stattdessen an Stoke City verliehen. Am 30. Januar 2007 verlängerte man seine Ausleihfrist bis zum Ende der Saison 2006/07.
Am 19. Juli 2007 wechselte Hendrie ablösefrei zu Sheffield United und unterschrieb dort einen 3-Jahres-Vertrag. Am 12. Januar 2008 schoss er das erste Tor für seinen neuen Verein. Einen Monat später ging es jedoch erneut „auf die Reise“ und zwischen Februar und April 2008 half Hendrie bei Leicester City aus. Vor Beginn der Spielzeit 2008/09 war er wieder regelmäßig in Sheffield zum Zuge gekommen, wechselte dann jedoch erneut auf Leihbasis zwischen November 2008 und Jahresende – nun zum FC Blackpool. In der nächsten Spielzeit wechselte er im Tausch mit Jordan Stewart zu Derby County.